# Paralia Episkopis
Paralia Episkopis (griechisch Παραλία Επισκοπής ‚Strand von Episkopi‘) ist ein Strand bei der Ortschaft Episkopi an der Nordküste der griechischen Insel Kreta.

## Geographische Lage
Der Strand liegt zwischen Rethymno und Chania im Nordwesten Kretas und erstreckt sich über elf Kilometer in Richtung Westen bis in den Ort Georgioupoli.

## Beschreibung
Episkopi ist im Gegensatz zu anderen Stränden auf Kreta, die für ihre feinen Kiesel bekannt sind, ein Sandstrand. Er zählt zu den saubersten und unberührtesten Küstenabschnitten an Kretas Nordküste. Stellen mit starker Brandung wechseln sich mit seichten Abschnitten ab. 
Surfer und Kitesurfer findet man an den raueren Stellen, Familien mit Kindern dort, wo weniger Brandung herrscht. Der Strand wird außerdem von zahlreichen Bars und Tavernen gesäumt, die tagsüber und am Abend traditionelle Speisen und kalte Getränke anbieten.
Die Umgebung des Episkopistrandes bietet noch einige weitere Touristenattraktionen. Hierzu gehört Kretas einziger Süßwassersee, der Kournas-See, der einige Autominuten vom Strand entfernt liegt. Des Weiteren befindet sich das Bergdorf Argyroupoli in der Nähe, das seinen Besuchern historische Ausgrabungsstätten bietet. 

## Zugang
Von der Hauptstadt der Insel, Iraklio, fährt man bis nach Episkopi etwa 100 Kilometer an der Küste entlang. Die Fahrt dauert um die anderthalb Stunden. Der Strand von Episkopi ist von zahlreichen Touristenhotels und Ferienanlagen aus zu erreichen.

## Nachweise
- Episkopi beach, cretan beaches.com (englisch)